# خان الدلالين
خان الدلالين أحد خانات منطقة جدة التاريخية الواقعة في وسط مدينة جدة غرب المملكة العربية السعودية.